# 台灣新聞報
《台灣新聞報》（英語：NewsTaiwan）是一份1961年創刊的台灣中文報紙，是由當時台灣省政府所屬中文報紙《台灣新生報》的「南部版」獨立而成，創辦人為謝然之，出版地為高雄市，為南臺灣三大報之一。創立之後，兩報同樣屬於台灣省政府所有。
1999年，當時中華民國總統李登輝宣布精省，原來是官辦性質的《台灣新聞報》與《台灣新生報》改由行政院新聞局主管。2001年1月1日，《台灣新聞報》與《台灣新生報》奉令民營化，《台灣新聞報》改由前高雄市議會副議長張瑞德擔任董事長兼發行人、蘇進強擔任社長。2001年8月，蘇進強轉任台灣團結聯盟秘書長，張瑞德保留蘇進強《台灣新聞報》社長職、另聘許瑞弘以執行長名義執行社長職務。《台灣新聞報》民營化之後，由於經營人經營不善，時有財產掏空之報導。此後《台灣新聞報》財務每況愈下，雖曾獲高雄陳家注資，仍於2004年2月停刊實體報紙。2005年初，《台灣新聞報》裁撤位於台北市的台北辦事處，停止大台北地區發報業務。2005年9月，《台灣新聞報》停止營運，總社停止發報，網站被裁撤；當時《台灣新聞報》社長高文雄說，報社內部正在改組；當時《台灣新聞報》副總經理兼台北總管理處處長宋智忱說，報社關閉的主因是內部經營不善導致無經費印報，而且發不出薪水。2007年4月起，《台灣新聞報》只維持網路版本運作，雖然副總經理宋智忱表示希望恢復出實體報，但在媒體市場規模無復甦跡象前，目前仍主要以對外廣告合作案作為電子報社的收入來源。美國時間2009年6月27日，謝然之在美國洛杉磯逝世，享年97歲。2010年11月，《台灣新聞報》台北管理處再度發行實體報紙，管理處處長宋智忱表示，先以周報形式發行，等廣告量穩定後再做加密出刊努力。
2013年2月16日，宋智忱所有的《台灣新聞報》商標被經濟部智慧財產局公告撤銷。2013年7月16日，《台灣新聞報電子報》商標也被經濟部智慧財產局公告撤銷，同日《台灣新聞報》商標由陳宗義取得商標權，宋智忱在商標權之爭落敗，《台灣新聞報》正式由陳宗義主導。2013年11月5日，宋智忱團隊於台北市成立「台灣好報社」，發行電子報《台灣好報》（英語：Taiwan News）標榜「本報為原《台灣新聞報》」。

## 雙包案
2008年3月6日，統一編號45500091之「台灣新聞報社」法務室公布聲明稿，宣稱該社與統一編號10218962之「台灣新聞報電子報社」毫無關聯。
2008年10月14日，「台灣新聞報電子報社」發布公文，宣稱統一編號09541359、登記高文雄為負責人之「台灣新聞報社」與登記宋智忱為負責人之「台灣新聞報電子報社」均為合法立案，「台灣新聞報電子報」之網域名稱「www.newstaiwan.com.tw」則是「台灣新聞報電子報社」於2007年2月14日委託「台灣運通資源國際股份有限公司」向中華電信「網域名稱代理登錄系統」登錄之合法有效網域名稱。該文指稱，統一編號45500091之「台灣新聞報社」實為2007年7月25日在彰化縣登記且在2008年4月1日遷入高雄市，而該社「並非立足高雄市60年之原來《台灣新聞報》，亦無出刊報紙」。
2013年7月16日，《台灣新聞報》商標由陳宗義取得商標權；同年11月1日，《台灣新聞報》網站重新開站（www.twnewsdaily.com）。

## 資料來源
- 江佩君、紀伶育、陳飛豪 報導，〈台灣新聞報暫停出刊 社長高文雄：內部改組後將會復刊〉，《銘報新聞》，2005年11月1日1版
- 台灣新聞報社法務室，〈本報嚴正聲明〉，2008年3月6日
- 巫魯賽，〈『台灣新聞報』就我一家〉[永久]，《南方新聞網》，2008年10月16日

## 外部連結
- 台灣新聞報 （页面存档备份，存于）

1. ↑  台灣好報社公告. . 台灣好報. 2013-11-13  [2023-04-04]. （原始内容存档于2023-04-04）.